# Amoklauf von Hungerford
Der Amoklauf von Hungerford, auch Massaker von Hungerford genannt, ereignete sich am 19. August 1987 in Hungerford, einer Kleinstadt der Grafschaft Berkshire in England. Der 27-jährige arbeitslose Michael Robert Ryan erschoss 16 Menschen und verletzte mindestens 13 weitere, ehe er sich selbst erschoss. Es war der bis dahin opferreichste Amoklauf im Vereinigten Königreich.
Weil Ryan das Massaker ausschließlich mit legal erworbenen Handfeuerwaffen verübte, wurde das seit 1968 bestehende britische Waffengesetz erheblich verschärft. Seit 1988 ist es britischen Bürgern nun verboten, u. a. halbautomatische Büchsen und bestimmte Vorderschaftrepetierflinten zu erwerben.

## Täter
Michael Robert Ryan wurde am 18. Mai 1960 im Savernake Hospital in Hungerford als Sohn von Alfred Henry Ryan und dessen Ehefrau Dorothy geboren. Er wuchs als Einzelkind in Hungerford auf und besuchte die örtliche Primary School, danach die John O’Gaunt Secondary School und anschließend das Newbury College of Further Education. Anschließend arbeitete er bis zum Tode seines Vaters im Jahre 1985 als Hausmeister und trat dem Tunnel Rifle and Pistol Club in Wiltshire bei. Er erwarb legal zwei Pistolen, zwei Vorderschaftrepetierflinten und zwei Selbstladebüchsen.

## Amoklauf
Am Mittwoch, dem 19. August 1987, erschoss Michael Ryan die 35-jährige Susan Godfrey im Erholungsgebiet Savernake Forest, etwa sieben Meilen von Hungerford entfernt. Ryan hatte sie zusammen mit ihren zwei Kindern beim Picknick überrascht und mit 13 Schüssen aus einer Pistole getötet; die Kinder sperrte er im Wagen der Frau ein. Anschließend fuhr er mit seinem Wagen zur Froxfield-Tankstelle, nahm eine Selbstladebüchse aus dem Kofferraum, stürmte in den Shop, legte auf die Kassiererin an und drückte mehrmals ab, wobei sich jedoch kein Schuss löste. Ryan sprang zurück in seinen Wagen und flüchtete, während die Frau die Polizei alarmierte.
Ryan fuhr daraufhin zu seinem Elternhaus in Hungerford, erschoss seinen Hund und setzte das Haus in Brand. Nachdem er einen Tarnanzug angezogen hatte, nahm er eine Beretta 92, einen M1 Carbine und ein Sturmgewehr Typ 56  sowie Munition aus seinem Fahrzeug und ging zu Fuß die Straße entlang. In einem Hintergarten erschoss er das Nachbarehepaar Roland und Sheila Mason, ehe er vor einem Wohnhaus auf ein 14-jähriges Mädchen schoss, das in beide Beine getroffen und schwer verletzt wurde. Anschließend erschoss er den Passanten Kenneth Clements, der gerade mit seiner Familie spazieren ging.
Kurz darauf schoss der Täter auf den ersten eintreffenden Streifenwagen und ein weiteres Fahrzeug, wobei der Polizist Roger Brereton noch in seinem Wagen getötet wurde; im zweiten Fahrzeug wurden eine Frau und deren Tochter schwerst verletzt. Der Anwohner Abdul Khan, der wegen des Lärms nach draußen ging, wurde in seinem Garten erschossen; ein Nachbar, der ihm helfen wollte, wurde selbst dreimal angeschossen und schwer verletzt. Ryan schoss danach auf einen Ambulanzwagen, wobei eine Sanitäterin verletzt wurde, und tötete den Autofahrer George White, dessen Wagen daraufhin den beschossenen Streifenwagen rammte. Whites Beifahrer erlitt drei Schussverletzungen, überlebte jedoch.
Als Ryans Mutter vom Einkaufen heimfuhr und am Tatort ihren Sohn antraf, tötete er sie mit fünf Schüssen aus nächster Nähe. Er überquerte anschließend den Sportplatz einer Schule und erschoss den Passanten Francis Butler. Nachdem er noch eine 71-jährige Frau angeschossen und schwer verletzt hatte, tötete er den Taxifahrer Marcus Bernard mit einem Kopfschuss. Beim Beschuss von vier weiteren Autos wurden noch Douglas Wainwright, Eric Vardy und Sandra Hill getötet und drei weitere Insassen schwer verletzt. Anschließend drang Ryan in ein Haus ein, erschoss die im Rollstuhl sitzende Myrtle Gibbs und deren Ehemann Victor, der vergeblich versucht hatte, sie mit seinem Körper zu decken, und eröffnete das Feuer auf mehrere Nachbargebäude, wobei der Angestellte Ian Playle getötet und drei weitere Menschen verletzt wurden.
Zuletzt begab er sich in die John O’Gaunt Secondary School, die kurz darauf von einer Sondereinheit umstellt wurde. Durch die Behauptung, er habe eine entsicherte Handgranate bei sich, konnte er eine Erstürmung durch die Polizei verhindern. Nach etwa 90-minütigen Verhandlungen tötete sich Ryan mit einem Kopfschuss selbst.

## Folgen
Infolge des Amoklaufes wurde durch das britische Parlament das ohnehin schon relativ strenge Waffenrecht verschärft. Am 15. November 1988 wurde der Firearms (Amendment) Act 1988 durch Königin Elisabeth II. unterschrieben und trat zwei Monate später formal in Kraft. Es handelte sich dabei um eine Gesetzesnovelle des Artikel 5 des Firearms Act aus dem Jahr 1968. Mit dieser Novelle wurde der private Besitz von vielen Waffen verboten, unter anderem halbautomatischen Büchsen, vollautomatischen Waffen, Raketenwerfern, Granatwerfern und allen Arten von Explosivmunition.